# Fuengirola
Fuengirola (wym. hiszp. [fuenhirola]) – miasto na wybrzeżu Costa del Sol w południowej Hiszpanii, w regionie Andaluzja. Przedmieścia Malagi.
Jest to ważny kurort turystyczny na wybrzeżu Costa Del Sol z ponad 8 km plaży i średniowieczną fortecą Maurów. Jest również słynna z powodu bitwy pomiędzy wojskami brytyjskimi i polskimi podczas wojen napoleońskich. Panuje tam subtropikalny klimat śródziemnomorski ze średnią temperaturą 18 °C.

## Historia
Miasto sięga swoimi początkami do rzymskich i arabskich cywilizacji.
Na górze na południe od miasta znajduje się arabski zamek, w którym znajdują się szczątki wczesnoiberyjsko-punickich osiedli, później zajętych przez Rzymian, które stały się miastem znanym w starożytności jako Suel. Suel zostało opisane przez rzymskiego historyka, Pomponiusza Melę, jako jedno z miast wybrzeża i zostało wymienione przez Plina w pierwszym wieku jako ufortyfikowane miasto (oppidum). Późniejszy historyk Ptolemy zidentyfikował je w drugim wieku jako zlokalizowane w regionie fenickim blastulo-penos.
Inskrypcja na podstawie figury znalezionej niedaleko zamku, wspomina Suel jako Rzymskie Municipium. Urna znaleziona w tym samym rejonie ma inskrypcje zawierającą słowo „Suelitana”. Rzymskie łaźnie zostały odkryte w 1961 razem ze szczątkami Rzymskiej Willi, w której znajdowały się dwie figury, z których jedna jest powszechnie znana jako „Wenus z Fuengiroli”, znajdująca się w miejskim muzeum. Kilka architektonicznych bloków, prawdopodobnie z kamieniołomu z Mijas z rzymskiej ery, zostało odnalezionych w Los Boliches w 1984 roku i zmontowanych do sformowania świątynnego wejścia, które można zobaczyć na promenadzie w Los Boliches.
Zamek został zbudowany przez Abderramana III w dziesiątym wieku. Miasto Suel przestało być wymieniane na początku Średniowiecza. Po kilku wiekach nazwa osiedla zmieniła się z Suel na Suhayl, które zostało nazwą zamku i otaczających je terenów podczas arabskiej okupacji. Suhayl stało się całkiem dużym osiedlem, które zawierało pola i małe wioski. Większość okolicy było używane do wypasania wielbłądów Maurów.
We wczesnym Średniowieczu miasto spłonęło i jego mieszkańcy przenieśli się do Mijas. Suhayl stało się stertą gruzu i nawet jego nazwa została zmieniona na bardziej rzymskie Font-Jirola, po wiosennym wschodzie słońca u podstawy zamku zgodnie z wersją historyka Alonso de Palencia.
W 1485 roku kiedy tylko forteca ocalała, osiedle zostało ponownie podbite przez chrześcijańskich władców. Próba ponownego zasiedlenia okolicy przez 30 ludzi zawiodła i w 1511 roku została zarejestrowana jako niezamieszkana poza fortecą i wieżą strażniczą. Ziemia oryginalnie przypisana do Fuengiroli została przepisana do Mijas.
W XVII wieku, kiedy tylko znikło zagrożenie ze strony tureckich i marokańskich piratów, powstało nowe osiedle; a na początku XVIII wieku w pobliżu plaży została otwarta gospoda, oferując nocleg dla podróżników. Niedaleko zostało zbudowanych kilka chat, tworząc małą wioskę.

### 14–15 października 1810 –bitwa pod Fuengirolą

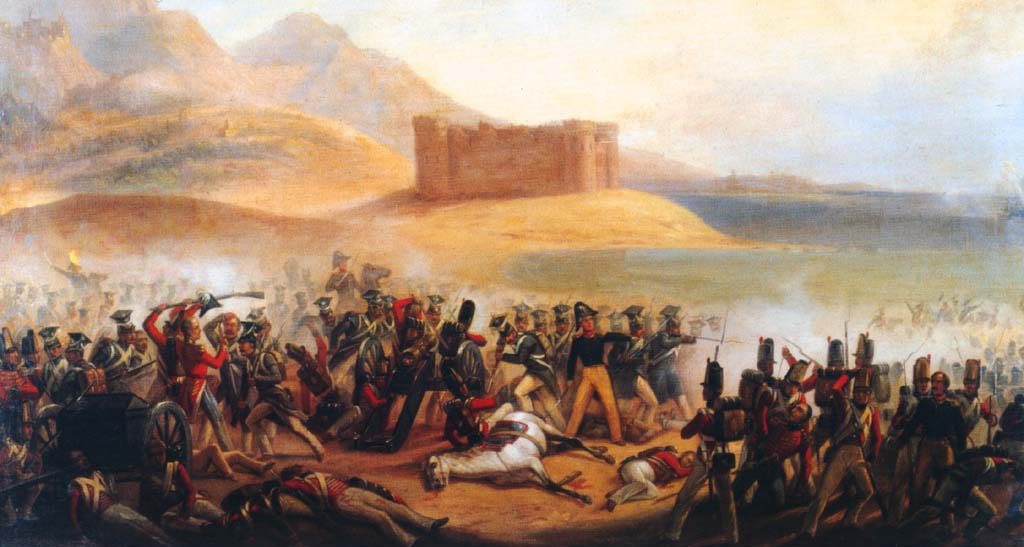
January Suchodolski, Bitwa pod Fuengirolą

Bitwa pod Fuengirolą miała miejsce w okolicy podczas wojny na półwyspie iberyjskim, która była częścią wojen napoleońskich. 15 października 1810 roku kiedy ok. 200 polskich żołnierzy pod dowództwem kpt. Młokosiewicza pokonało połączone siły inwazyjne brytyjsko-hiszpańskie liczące 3000 żołnierzy pod komendą Lorda Blayneya.
W maju 1841 roku Fuengirola została oddzielona od Mijas, w tym czasie jej mieszkańcy zajmowali się głównie rybactwem oraz uprawą roli.
W latach 60. XX w. Fuengirola weszła w nową fazę, aby stać się przodującym centrum turystycznym.

## Współczesna Fuengirola

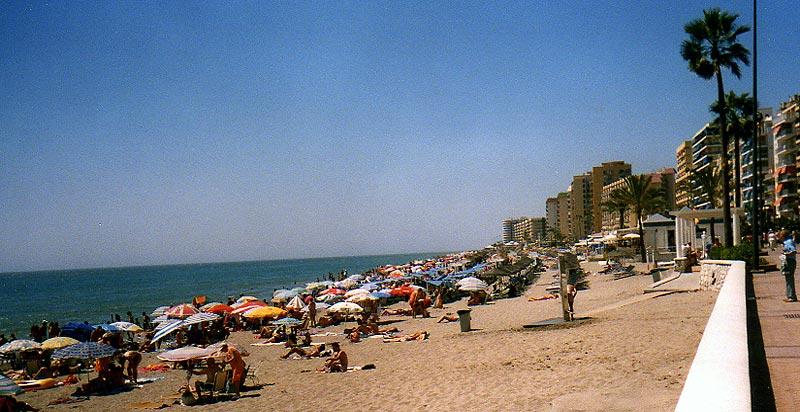
Wybrzeże w Fuengirola

Fuengirola oferuje wszystkie obiekty typowe dla wielkich centrów turystycznych, takie jak hotele, restauracje, bary, dyskoteki, kluby sportowe, port jachtowy, szerokie plaże wzdłuż promenady rozciągające się na wschód i zachód od miasta, obok których znajdują się mniejsze wioski.
Z około 60 000 mieszkańców zarejestrowanych w urzędach, 25% pochodzi z innych krajów, w większości europejskich (m.in. Wielkiej Brytanii, Irlandii, Finlandii i Szwecji) oraz z Maroka i Argentyny. Szczególnie latem miasto gości tłumy turystów zarówno hiszpańskich, jak i zagranicznych. Angielska społeczność jest całkiem duża i wspiera programy aktywizujące lokalne grupy.
Fuengirola jest znana z zoo, od kiedy staromodna kolekcja ciasnych klatek została zmodernizowana w 2001 roku, aby stworzyć warunki dla lasu tropikalnego. Zoo specjalizuje się w rozmnażaniu w niewoli zagrożonych gatunków oraz w badaniach nad szympansami i edukacji w zakresie wpływów i wartości lasu tropikalnego na klimat.
Mimo że Fuengirola jest znana jako kurort turystyczny, posiada także kilka historycznych miejsc i otwartych parków. Stary port jest ciągle używany przez lokalnych hiszpańskich rybaków. Arabski zamek Suhayl lub Sohail pozostawał opuszczoną ruiną do czasu, kiedy rozpoczęto jego renowację w 1995 roku. W 2000 roku wnętrze zamku zostało całkowicie odnowione i zamek Sohail stał się miejscem letnich festiwali i koncertów. Dodatkowy krajobraz zamku został ukończony w 2002 roku i zamek jest teraz jednym z najważniejszych historycznych i kulturalnych miejsc w Fuengiroli.
Miasto ma bardzo zurbanizowany charakter, z wieloma wysokimi blokami ciągnącymi się wzdłuż wybrzeża; mimo to można tam znaleźć nieliczne ciasne ulice z niskimi willami. Rozważny komercjalny rozwój jest prowadzony w kierunku lądu, w kierunku północnym z niedawną konstrukcją wielkiego centrum handlowego oraz ciągłym rozwojem stref zamieszkania.
W mieście rozwinął się przemysł spożywczy.

## Miejsca w Fuengiroli
- Arabski zamek Sohail
- Port
- Plaza de Toros (Arena Coriddy)
- Zoo w Fuengiroli
- Wejście do Świątyni sformowane z odnalezionych bloków na promenadzie w Los Boliches

## Plaże
W granicach administracyjnych miasta Fuengirola znajduje się prawie 8 kilometrów linii brzegowej i 7 plaż o statusie miejskim. Większość z nich charakteryzuje nawierzchnia piaszczysta. Są to kolejno (od wschodu i sąsiadującej Benalmadeny): Carvajal, Torreblanca, Las Gaviotas, Los Boliches, San Francisco (Fuengirola), Santa Amalia i El Ejido (Del Castillo).
W 2009 roku wszystkie plaże Fuengiroli, jako jedynej gminy w Hiszpanii zostały nagrodzone przez Światową Organizację Turystyki „Błękitną flagą” za promocję ochrony środowiska w miejscowościach nadmorskich.

## Przedmieścia
- Los Boliches (pełna nazwa: Santa Fe de los Boliches)
- Torreblanca
- Carvajal
- El Boquetillo
- Finca Krimalina (Jazda Konna)

## Osoby związane z Fuengirolą
- Juan Gómez „Juanito” – hiszpański piłkarz, ikona Realu Madryt, wielki madridista
- Franciszek Młokosiewicz – polski oficer, zwycięski dowódca w oblężeniu Fuengiroli przez Anglików
- Lord Blayney – generał brytyjski
- Andrzej Barącz (1911-2004) – polski oficer w 300. Dywizjonie Bombowym i 301. Dywizjonie Bombowym, ur. we Lwowie, pochowany na cmentarzu w Fuengirola[4][5].